# Hongqi (köpinghuvudort i Kina, Xinjiang Uygur Zizhiqu, lat 41,44, long 82,86)
Hongqi (kinesiska: 红旗, 红旗镇) är en köpinghuvudort i Kina. Den ligger i den autonoma regionen Xinjiang, i den nordvästra delen av landet, omkring 470 kilometer sydväst om regionhuvudstaden Ürümqi. Antalet invånare är 31 736. Befolkningen består av 15 389 kvinnor och 16 347 män. Barn under 15 år utgör 22,0 %, vuxna 15-64 år 70 %, och äldre över 65 år 6,0 %.
Runt Hongqi är det mycket glesbefolkat, med 7 invånare per kvadratkilometer. Närmaste större samhälle är Alakaga, 14,0 km nordväst om Hongqi. Trakten runt Hongqi är ofruktbar med lite eller ingen växtlighet.
Genomsnittlig årsnederbörd är 107 millimeter. Den regnigaste månaden är juni, med i genomsnitt 31 mm nederbörd, och den torraste är april, med 2 mm nederbörd.